# Mark Swainston
Mark Francis Mercenes Swainston (tiếng Trung: 史雲斯頓; sinh ngày 13 tháng 11 năm 1999), là một cầu thủ bóng đá Anh-Philippines, hiện tại thi đấu cho đội bóng tại Giải bóng đá ngoại hạng Hồng Kông Kitchee SC ở vị trí tiền vệ.

## Đời sống cá nhân
Swainston học tập tại Island School.

## Sự nghiệp câu lạc bộ
Anh chuyển đến Hồng Kông trước ngày sinh nhật đầu tiên của mình.
Anh gia nhập Kitchee năm 2014, và được đẩy lên đội chính vào tháng 7 năm 2016. Tuy nhiên, vào tháng 12 năm 2016 FIFA đưa ra lệnh cấm đối với nhiều cầu thủ nước ngoài ở Hồng Kông, trong đó có Swainston, khi anh không có hộ chiếu Hồng Kông, nên anh là một cầu thủ nước ngoài. Luật này sau đó được thông qua, và Swainston ra mắt ngày 7 tháng 4 năm 2017, vào sân từ ghế dự bị ở phút thứ 69 thay cho Hélio trong chiến thắng 10–0 victory trước Hồng Kông FC.

### Câu lạc bộ
Tính đến 25 tháng 4 năm 2018.
| Câu lạc bộ          | Mùa giải            | Giải vô địch                      | Giải vô địch | Giải vô địch | Cúp Quốc gia | Cúp Quốc gia | Cúp Liên đoàn | Cúp Liên đoàn | Châu lục | Châu lục  | Khác    | Khác      | Tổng    | Tổng      |
| Câu lạc bộ          | Mùa giải            | Hạng đấu                          | Số trận      | Bàn thắng    | Số trận      | Bàn thắng    | Số trận       | Bàn thắng     | Số trận  | Bàn thắng | Số trận | Bàn thắng | Số trận | Bàn thắng |
| ------------------- | ------------------- | --------------------------------- | ------------ | ------------ | ------------ | ------------ | ------------- | ------------- | -------- | --------- | ------- | --------- | ------- | --------- |
| Kitchee             | 2016–17             | Giải bóng đá ngoại hạng Hồng Kông | 1            | 0            | 0            | 0            | 0             | 0             | 0        | 0         | 0       | 0         | 1       | 0         |
| Kitchee             | 2017–18             | Giải bóng đá ngoại hạng Hồng Kông | 0            | 0            | 0            | 0            | 2             | 0             | 0        | 0         | 1       | 0         | 3       | 0         |
| Tổng cộng sự nghiệp | Tổng cộng sự nghiệp | Tổng cộng sự nghiệp               | 1            | 0            | 0            | 0            | 2             | 0             | 0        | 0         | 1       | 0         | 4       | 0         |

Notes
1. ↑  Appearances ở Sapling Cup
2. ↑  Appearances ở Hồng Kông Community Cup